# Billedhuggerværkstedet
Billedhuggerværkstedet el. Billedhuggeren (Sculptor) er et lille stjernebillede, der kan ses på breddegraderne mellem 50° nord og 90° syd. Den er ses tydeligst omkring kl. 21:00 i november måned. Stjernebilledet blev introduceret og navngivet i 1756 af den franske astronom Nicolas Louis de Lacaille. Stjernebilledet indeholder bl.a. Sculptor System, en galaksegruppe, der ligger ca 8 millioner lysår væk.